# Udržitelná turistika
Udržitelná turistika (nebo také udržitelný cestovní ruch) je forma cestování, která sleduje tři hlavní zájmy 
:
1. optimálně využívat zdroje životního prostředí a pomáhat chránit přírodní dědictví a biologickou rozmanitost,
2. respektovat sociokulturní autenticitu navštěvovaných zemí a přispívat k porozumění a toleranci,
3. poskytovat ekonomické výhody všem zúčastněným, včetně příležitostí k výdělku pro místní a přispívat tak ke zmírnění chudoby.

Je součástí konceptu udržitelnosti, kdy tedy nejde pouze o zachování a obnovu přírodních zdrojů, ale také o aspekty sociokulturní a ekonomické. Podle Světové organizace cestovního ruchu (UNWTO) je cestovní ruch udržitelný, pokud jsou zohledněny současné a budoucí ekonomické, sociální a environmentální dopady turismu a zároveň jsou adresovány potřeby turistů, průmyslu, životního prostředí a domorodých komunit .

## Udržitelná turistika jako alternativa k masové turistice
Dle Světové organizace cestovního ruchu cestovalo v padesátých letech minulého století 25 milionů lidí, v roce 2018 už toto číslo stouplo na 1,4 miliardy. V pěti letech se do toho roku počet každoročně zvyšoval o přibližně osmdesát milionů turistů . Stoupající trend se očekává i do budoucna, například díky nárůstu ekonomik některých asijských států (Čína, Jižní Korea) a zvyšujícímu se zájmu tamních obyvatel o cestování . Koncept udržitelného cestovního ruchu má za cíl snížit negativní dopady rozmáhajícího se turismu. Cestování může být možností jak poznat místní kulturu, podpořit místní podnikatele a tuzemský cestovní ruch. Cílem udržitelné turistiky je snížit negativní dopady cestování. Ve skutečnosti mají všechny formy cestovního ruchu potenciál být udržitelné, pokud jsou správně plánovány, rozvíjeny a řízeny. Tento přístup k rozvoji cestovního ruchu se stal téměř všeobecně akceptovaným a politicky žádoucím. Jde o koncept, který pokrývá komplexně oblast cestovního ruchu, včetně zájmu o ekonomické, sociální a environmentální otázky. Může souviset s cestováním za zábavou, obchodem nebo návštěvou přátel a příbuzných a může také zahrnovat způsob zvolené dopravy do destinace.
Udržitelná turistika se snaží omezit negativní dopady masové turistiky v nejvíce turisticky vytížených oblastech. Snahou je vyhnout se změnám přírodních podmínek v prázdninových destinacích. V rekreačních oblastech je dopravní ruch omezován na minimum - návštěvníci se pohybují pěšky, případně loděmi nebo na koních. Cesta do destinace by měla být možná městskou hromadnou dopravou. Kromě možnosti rekreace jsou často součástí nabídky trávení volného času i programy ekologické výchovy. Některé chráněné oblasti jsou pak omezeny počtem turistů.

## Historie konceptu a současná politika podpory
Pojem se dostal do povědomí s narůstající důležitostí fenoménu masového turistiky v 60. a 70. letech 20. století. V roce 1973 zahájila Evropská komise cestovního ruchu všestranné úsilí o rozvoj turistiky šetrné k životnímu prostředí . V roce 2014 vznikla Deklarace o odpovědném cestovním ruchu v Kapském Městě, která se více zaměřila na roli podnikání při podpoře odpovědného cestovního ruchu .
V současnosti existují různé certifikační programy, které definují standard udržitelnosti v cestovním ruchu, provádí nezávislé kontroly a udělují ekologické značky. Ty slouží ke snadnější orientaci v nabídce pro turisty. Od konce 80. let se objevuje stále více certifikačních programů. Na začátku 21. století bylo po světě více než 100 takových ekoznaček. Avšak málo z nich působí po celém světě. Mezi nejvýznamnější patří například Green Globe. Příkladem sektorově specifického a regionálního programu je Modrá vlajka pro správu pláží a přístavů.
V České republice existuje vzdělávací program pro pracovníky územní veřejné správy týkající se udržitelného cestovního ruchu . V roce 2004 také proběhla konference o certifikaci trvale udržitelných aktivit v cestovním ruchu . Pro rok 2022 je vypsaný národní program podpory cestovního ruchu v ČR se zaměřením na Rozvoj základní a doprovodné infrastruktury cestovního ruchu. S tím, že je v programu specifikováno, že jsou podporovány aktivity zaměřené na podporu udržitelné formy cestovního ruchu a ekologicky šetrné dopravy návštěvníků .

### Udržitelná turistika a SDGs
Cestovní ruch má potenciál přímo či nepřímo přispět ke všem Cílům udržitelného rozvoje . A to tím, že představuje 10% světového HDP, 30% exportu služeb a jedno z každých deseti pracovních míst na světě. Konkrétně je zahrnut do cílů SDG 8, 12 a 14, které se týkají udržitelného hospodářského růstu, udržitelné výroby a spotřeby a udržitelného využívání oceánů a mořských zdrojů. Například 8.9 v SDG8 dává za cíl do roku 2030 navrhnout a implementovat politiky na podporu udržitelného cestovního ruchu, který vytváří pracovní místa a podporuje místní kulturu a produkty.

## Výzvy udržitelné turistiky
Cestovní ruch patří mezi jedno z největších a nejrychleji rostoucích odvětví na trhu. Tento růst klade nároky na zbývající biologicky rozmanitá stanoviště a domorodé kultury. Výzvy, které s sebou přináší požadavek na udržitelné cestování, se týkají vysídlení a přesunů obyvatelstva, dopadů na životní prostředí a dopadů pandemie covidu-19.
- vystěhování místních obyvatel

K vysídlení nebo přesunům místních komunit dochází kvůli snaze o zpřístupnění oblastí pro turisty. Nejčastěji se tak děje v místech, kde před příchodem cestovních společností žádný cestovní ruch neexistoval . Příkladem tohoto problému je vysídlení Masajských kmenů v Tanzanii.
- environmentální dopady

Cestovní ruch představuje asi osm procent globálních emisí skleníkových plynů . Toto procento zohledňuje leteckou dopravu i další významné environmentální a sociální dopady. Všechny různé typy turistiky jsou zasazeny a v praxi se odehrávají v určitém životním prostředí. Tímto prostředím mohou být deštné pralesy, vysokohorské oblasti, jezera a řeky, pobřeží a mořské oblasti, nebo vesnice a pobřežní letoviska. Různé druhy turistiky mají různé dopady, a to jak v oblasti emisí vypouštěných v rámci dopravy do destinace, tak i hmatatelných odpadů, které po sobě turisté zanechávají. Dopady se dají rozdělit na přímé a nepřímé, bezprostřední a dlouhodobé, nebo také blízké či vzdálené od místa turistické destinace. Příkladem může být zastavování přírodních ploch kvůli stavbě silnic a ubytování pro turisty - například i výstavby kempů.
- dopady pandemie C-19

Kvůli pandemii covidu-19 došlo v první polovině roku 2020 k poklesu počtu zahraničních turistů o 65% ve srovnání s rokem 2019 . To znamená, že v roce 2020 odcestovalo za hranice o jednu miliardu lidí méně než v roce 2019 . Země po celém světě v reakci na pandemii uzavřely své hranice a zavedly cestovní omezení. Očekává se, že se situace postupně zlepší v závislosti na zrušení cestovních omezení a rozšíření vakcíny. Avšak experti z UNWTO vidí návrat turismu do doby před-pandemické nejdříve v roce 2023 . Pandemie poukázala na mnohé výzvy udržitelnosti cestovního ruchu. Dobrým příkladem je situace v České republice, kdy liduprázdná města byla kompenzována přeplněnými přírodními rezervacemi. Místní příroda nebyla na nárůst cestovního ruchu, i přes snahu ho dosáhnout, plně připravena .
Současně však pandemie vytvořila příležitost k přehodnocení stávajícího systému a postupů vedoucích k udržitelnému turismu. Cestovní ruch zpomalil natolik, že nabídl prostor k hledání nových řešení . Jedním z navrhovaných přístupů je využití technologie, která umožní turistům zůstat doma a zároveň poznávat nová místa. V rámci personalizovaných, interaktivních prohlídek v reálném čase je také možné zaměstnávat lokální průvodce .

## Podobné koncepty
- Udržitelnost cestovního ruchu
- Společensky odpovědný cestovní ruch [18] - přístupy a metody vedoucí k odpovědné realizaci cestovního ruchu. Podle Centra pro odpovědný cestovní ruch jde o turistiku, která maximalizuje užitek místních, minimalizuje negativní sociální nebo environmentální dopady a pomáhá chránit kulturu a přírodní prostředí [19]
- Ekoturismus [18] - účelem může být vzdělávání turistů, finanční přispívání na ochranu významných přirodních stanovišť, napomáhání ekonomickému rozvoji, nebo nárůst respektu k odlišným kulturám a lidským právům[20]
- Dobrovolnický cestovní ruch [18]
- Zelená turistika
- Regenerativní turismus [16]
- Restorativní ekologie

## Udržitelná turistika v praxi

### Udržitelná doprava
Doprava je neodmyslitelnou součástí cestování a je zároveň jedna z jeho nejméně ekologických součástí. Turismus je zodpovědný až za 8% světových skleníkových plynů a z toho až 72% připadá na dopravu, 24% na ubytování a 4% na další aktivity. Nejvíce škodlivým druhem dopravy pro klima je letecká doprava, která představuje až 40% emisí skleníkových plynů produkovaných turismem (z pohledu celkových světových emisí jsou to 2%) a navíc má mnoho dalších negativních vlivů na klima (více informací o environmentálních dopadech letectví). Je tedy vhodné minimalizovat využití letecké dopravy a na kratší vzdálenosti upřednostnit autobusovou nebo vlakovou dopravu. Dalším druhem dopravy a potažmo i druhem turismu může být lodní doprava, která zahrnuje například velké výletní lodě s hotely, obchody a dalšími zařízeními (tzv. "plovoucí města"). Tento druh turismu a dopravy má velký dopad na životní prostředí především vypouštěním skleníkových plynů a dále vypouštěním znečišťujících látek do moří a oceánů, například splašky (šedá a černá voda odpadní), odpady, nebezpečné látky, oleje a další.
Je několik možností, jak minimalizovat dopad cestování na životní prostředí. Prvním způsobem může být využívání místní hromadné dopravy a na delší vzdálenosti vlaků a autobusů. Osobní autodoprava je z hlediska množství emisí skleníkových plynů v turismu druhou nejvýznamnější (po letecké dopravě) a tak je při cestování osobním automobilem optimální jej využít na maximum a případně využít spolujízdu (například platformu BlaBlaCar) nebo autostop. Na kratší vzdálenosti se lze také dopravovat na kole, pěšky, na koních nebo například na běžkách.

### Ubytování
I v oblasti hotelnictví jsou snahy o větší udržitelnost a podporu šetrného cestovního ruchu. Stále častěji se v ekologicky šetrných hotelech využívají obnovitelné zdroje energie, snižuje se objem odpadů a také se šetrněji využívá pitná voda. Dále hotely nabízí svým hostům možnost, aby využili povlečení nebo ručníky více než jednou. Ekologicky šetrné hotely využívají přírodní a recyklované materiály - stavební materiály, čisticí prostředky, kosmetiku, ložní prádlo, atd. Také často dbají na podporu místní komunity a malých podniků a respektují místní kulturu a obyvatele. Udržitelné hotely jsou oceněny příslušnými certifikáty, například certifikátem LEED a BREEAM, certifikací Green Key, českou ekoznačkou Ekologicky šetrná služba nebo ekoznačkou Evropské unie Květina.

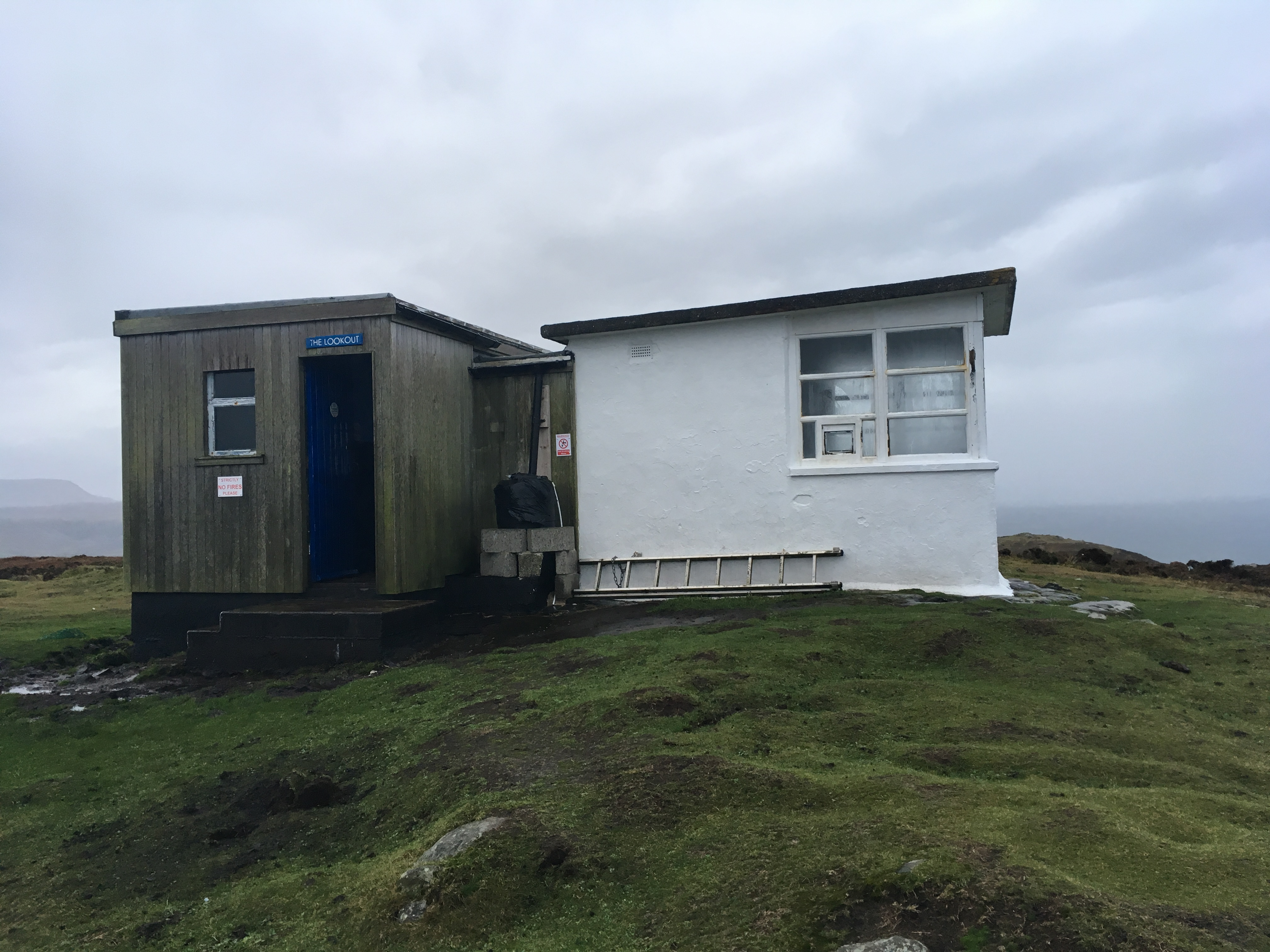
Horské útulny (tzv. bothies) jsou volně dostupné k přespání ve skotských horách. The Lookout Bothy, ostrov Skye, Skotsko

V České republice je několik ubytovacích zařízení, které jsou certifikovány jednou z ekoznaček: Hotel Adalbert v Praze, Autocamp Oasa Staňkov, Vzdělávací Centrum Veronica v Hostětíně, Mamaison Residence Belgická v Praze, Quality Hotel Ostrava City, hotel Mosaic House v Praze a další.
Dalšími možnostmi udržitelného ubytování na cestách jsou turistické útulny či chaty, které se většinou nacházejí v horách a poskytují místo pro přespání pro turisty. Mohou být i bezplatné či placené. Příkladem jsou útulny v Nízkých Tatrách (např. Útulna Andrejcová, kterou provozuje Občianske Združenie Horské Spoločenstvo[nedostupný zdroj] a zasazuje se o zvelebování okolí a rozvoj turistiky v kraji) nebo horské útulny ve Velké Británii (tzv. bothies).
Nelze také opomenout kempování nebo také táboření, které je také udržitelným způsobem ubytování. V České republice je velké množství kempů, kde lze za poplatek přenocovat ve stanu či v karavanu a obytném vozu anebo lze využít například služby bezKempu, která nabízí ubytování (místo na stan či na zaparkování karavanu a obytného vozu) na pozemcích se souhlasem majitelů. Další možností je také spaní pod širým nebem ve volné přírodě, tzv. bivakování.

### Příklady udržitelné turistiky
Agroturistika je jednou z forem venkovské turistiky, která spočívá v pobytu turistů na farmě a seznámení se s každodenním chodem statku. Tento typ turismu umožňuje pobyt na venkově, získání dovedností a znalostí spojených s chodem statku a představuje navíc další finanční zdroj pro farmáře.

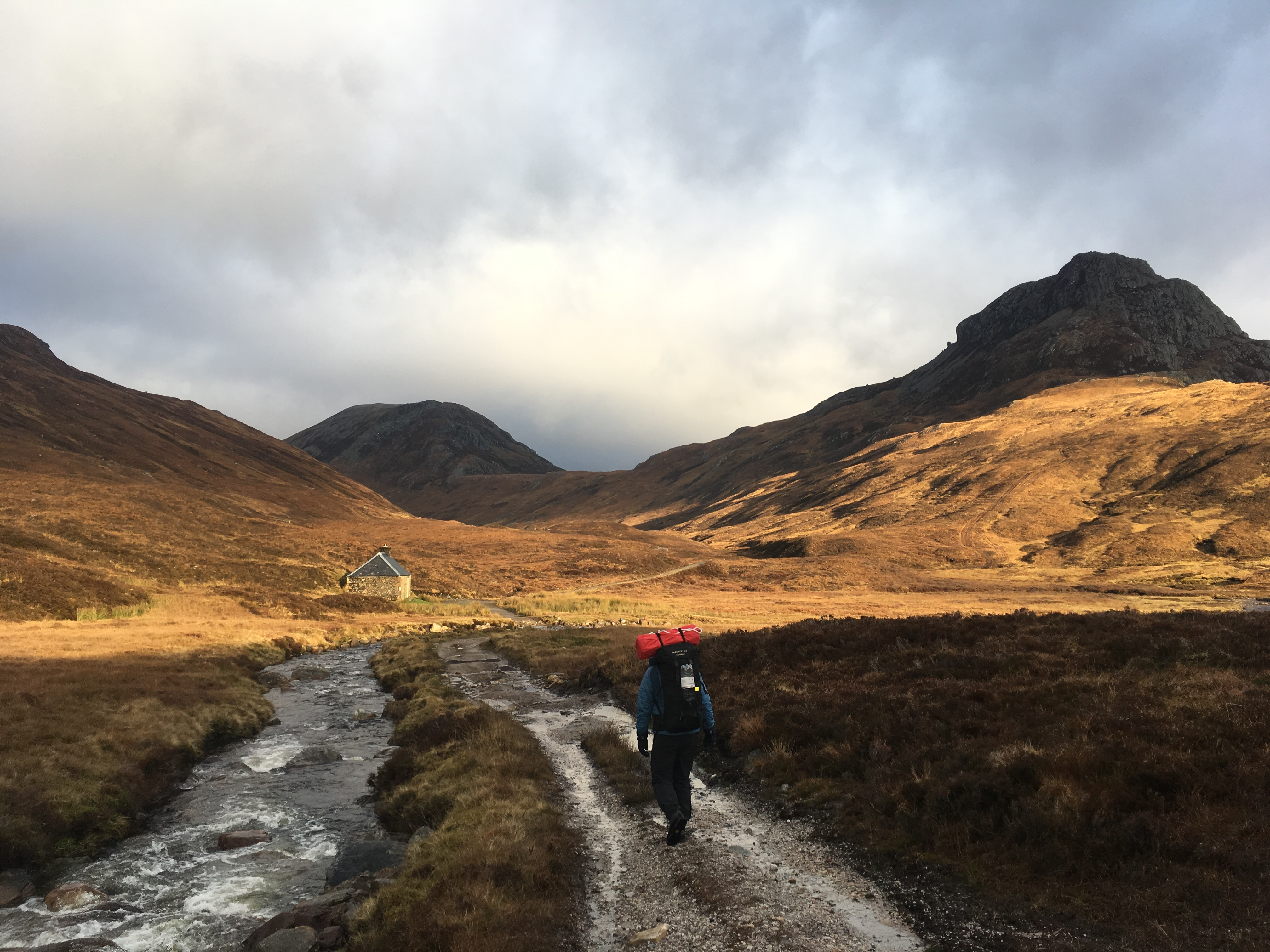
Pěší turistika v horách, Roybridge, Highlands, Skotsko

Pěší turistika: V České republice se nachází velké množství turistických tras a stezek a pěší turistika se u nás těší velké oblibě. Pěší turistika je velmi ekologický způsob turismu a umožňuje poznat místní kultury, památky a přírodu. Také jsou u nás četnénaučné stezky, které seznamují turisty se zajímavostmi o daném území.
Cykloturistika je turistika provozovaná na kole. V České republice je velká síť cyklostezek a cyklotras, například Moravské vinařské stezky, cyklostezka Baťův kanála mnoho dalších. Cykloturistika podporuje rozvoj regionů a podporuje místní podnikatele.
Kanoistika a vodní turistika: Rekreační sjíždění řek na kánoích, kajacích či raftech je v České republice velmi rozšířeným způsobem turismu. Vodáci v letních měsících plují po proudu řeky a nocují většinou v tábořištích okolo řeky. Tento způsob turismu umožňuje poznávání vlasti, podporuje rozvoj regionů a má zároveň nízký dopad na životní prostředí.
Běh na lyžích je dalším druhem udržitelné turistiky, která umožňuje pohyb po zasněženém území, kde by jinak chůze byla nemožná či náročná. Mohou být také využity sněžnice či skialpové lyže. Oproti klasickým sjezdovým lyžím má skialpinismus výhodu, že se turista pohybuje volně a bez nutnosti využití lanovek, vleků a sjezdovek a má tak díky tomu nižší uhlíkovou stopu.
Jezdecká turistika: Po České republice je několik jezdeckých stezek, které vytvořil Klub českých turistů. Turistika na koni může být jednodenní či vícedenní putování na koních.